# Нью-Индепенденс (тауншип, Миннесота)
Нью-Индепенденс (англ. New Independence) — тауншип в округе Сент-Луис, Миннесота, США. На 2000 год его население составило 272 человека.

## География
По данным Бюро переписи населения США площадь тауншипа составляет 92,6 км², из которых 90,2 км² занимает суша, а 2,4 км² — вода (2,55 %).

## Демография
По данным переписи населения 2000 года здесь находились 272 человека, 106 домохозяйств и 80 семей.  Плотность населения —  3,0 чел./км².  На территории тауншипа расположено 136 построек со средней плотностью 1,5 построек на один квадратный километр. Расовый состав населения: 97,43 % белых, 0,74 % коренных американцев, 0,37 % азиатов и 1,47 % приходится на две или более других рас. Испанцы или латиноамериканцы любой расы составляли 2,94 % от популяции тауншипа.
Из 106 домохозяйств в 37,7 % воспитывались дети до 18 лет, в 67,0 % проживали супружеские пары, в 3,8 % проживали незамужние женщины и в 24,5 % домохозяйств проживали несемейные люди. 23,6 % домохозяйств состояли из одного человека, при том 5,7 % из — одиноких пожилых людей старше 65 лет. Средний размер домохозяйства — 2,57, а семьи — 3,01 человека.
26,1 % населения — младше 18 лет, 5,9 % — в возрасте от 18 до 24 лет, 33,1 % — от 25 до 44, 25,4 % — от 45 до 64, и 9,6 % — старше 65 лет. Средний возраст — 39 лет. На каждые 100 женщин приходилось 119,4 мужчин.  На каждые 100 женщин старше 18 приходилось 111,6 мужчин.
Средний годовой доход домохозяйства составлял 50 625 долларов, а средний годовой доход семьи —  56 875 долларов. Средний доход мужчин —  42 500  долларов, в то время как у женщин — 21 750. Доход на душу населения составил 20 738 долларов. За чертой бедности находились 2,4 % семей и 1,8 % всего населения тауншипа, из которых 13,5 % старше 65 лет.